# Male d'amore (film)
Male d'amore (Un amour de pluie) è un film del 1974 diretto da Jean-Claude Brialy con Romy Schneider e Nino Castelnuovo.

## Trama
Elisabetta, e sua figlia, Cecile, vanno a trascorrere le loro vacanze al lago sulle montagne francesi. Qui la donna incontra un uomo italiano, Giovanni, con il quale, a poco a poco, nasce una relazione amorosa. Anche la figlia si innamora di un ragazzo, che fa l'aiuto cuoco.

## Curiosità
In una scena iniziale, quando le due donne sono appena giunte all'albergo per il loro soggiorno, Elisabetta (Romy Schneider) riceve la telefonata del proprio marito, la cui voce è quella di Michel Piccoli.

## Distribuzione
Il film fu distribuito in Italia con il divieto per i minori di anni 14.